# Erwin Carigiet
Erwin Carigiet [kariˈdʒ(j)ɛt] (* 5. März 1955 in Zürich) ist ein Schweizer Sozialrechtler.
Von 2001 bis 2008 hat er die 1926 gegründete Schweizerische Vereinigung für Sozialpolitik (SVSP) präsidiert (im Vorstand seit 1996). Erwin Carigiet hat das Nachdiplomstudium „Sozialversicherungsmanagement“ (neu: MAS Social Insurance Management) an der Hochschule für Wirtschaft, Luzern, mitaufgebaut und von 1998 bis 2003 dabei das Gebiet „Recht“ unterrichtet. Seit 2007 wirkt er im entsprechenden Fachrat der Hochschule. Seit 2003 hält Erwin Carigiet Vorlesungen u. a. an der Universität Freiburg i. Ue. und der Hochschule für Angewandte Wissenschaften Zürich zu Themen der Sozialpolitik, insbesondere der sozialen Sicherheit.
Mit seinen Publikationen (u. a. Mit-Herausgeber „Wörterbuch der Sozialpolitik“, „Wohlstand durch Gerechtigkeit, Deutschland und die Schweiz im sozialpolitischen Vergleich“) gehört Erwin Carigiet zu den profilierten Vertretern der gegenwärtigen schweizerischen Sozialreformdiskussion. Er vertritt die Forderung nach „sozialem Ausgleich“ und einer „an der Teilhabegerechtigkeit orientierten Grundsicherung“, ähnlich wie Michael Opielka in Deutschland oder Peter Lindert in den USA. Darüber hinaus fordert er, ebenso wie der Sachverständigenrat zur Begutachtung der Entwicklung im Gesundheitswesen in seinem Gutachten 2007, für das Gesundheitswesen eine Weiterentwicklung in Richtung integrierter Gesundheitssysteme.